# Tu sei per me
Tu sei per me è un singolo del cantautore italiano Enrico Nigiotti, pubblicato il 22 novembre 2024.

## Descrizione
Il brano, scritto dallo stesso cantautore, è prodotto da Enrico Brun e Julien Boverod, in arte Jvli.

## Promozione
Il brano è stato eseguito dallo stesso cantautore il 4 dicembre 2024 nel corso della terza puntata del programma This Is Me, in onda su Canale 5 con la conduzione di Silvia Toffanin.

## Video musicale
Il video musicale, diretto da Fabrizio Cestari, del brano è stato pubblicato il 22 novembre 2024 attraverso il canale YouTube del cantautore.

## Tracce
Testi di Enrico Nigiotti, musiche di Enrico Nigiotti, Enrico Brun e Julien Boverod.
1. Tu sei per me – 3:18

## Classifiche
| Classifica (2024) | Posizione massima |
| ----------------- | ----------------- |
| Italia            | 91                |